# Polens kvindefodboldlandshold
Polens kvindefodboldlandshold repræsenterer Polen i internationale fodboldturneringer for kvinder. Holdet kontrolleres af Polens fodboldforbund og det kvalificerede sig første gang til en international turnering ved EM i fodbold 2025 i Schweiz, hvor røg ud i den indledende runde med en enkelt sejr over Danmark.

## Resultater

### Verdensmesterskabet
| Verdensmesterskabet | Verdensmesterskabet | Verdensmesterskabet | Verdensmesterskabet | Verdensmesterskabet | Verdensmesterskabet | Verdensmesterskabet | Verdensmesterskabet | Verdensmesterskabet | Verdensmesterskabet |
| År                  | Resultat            | K                   | V                   | U*                  | T                   | M+                  | M-                  | MF                  |                     |
| ------------------- | ------------------- | ------------------- | ------------------- | ------------------- | ------------------- | ------------------- | ------------------- | ------------------- | ------------------- |
| 1991                | Deltog ikke         | Deltog ikke         | Deltog ikke         | Deltog ikke         | Deltog ikke         | Deltog ikke         | Deltog ikke         | Deltog ikke         |                     |
| 1995                | Ikke kvalificeret   | Ikke kvalificeret   | Ikke kvalificeret   | Ikke kvalificeret   | Ikke kvalificeret   | Ikke kvalificeret   | Ikke kvalificeret   | Ikke kvalificeret   |                     |
| 1999                | Ikke kvalificeret   | Ikke kvalificeret   | Ikke kvalificeret   | Ikke kvalificeret   | Ikke kvalificeret   | Ikke kvalificeret   | Ikke kvalificeret   | Ikke kvalificeret   |                     |
| 2003                | Ikke kvalificeret   | Ikke kvalificeret   | Ikke kvalificeret   | Ikke kvalificeret   | Ikke kvalificeret   | Ikke kvalificeret   | Ikke kvalificeret   | Ikke kvalificeret   |                     |
| 2007                | Ikke kvalificeret   | Ikke kvalificeret   | Ikke kvalificeret   | Ikke kvalificeret   | Ikke kvalificeret   | Ikke kvalificeret   | Ikke kvalificeret   | Ikke kvalificeret   |                     |
| 2011                | Ikke kvalificeret   | Ikke kvalificeret   | Ikke kvalificeret   | Ikke kvalificeret   | Ikke kvalificeret   | Ikke kvalificeret   | Ikke kvalificeret   | Ikke kvalificeret   |                     |
| 2015                | Ikke kvalificeret   | Ikke kvalificeret   | Ikke kvalificeret   | Ikke kvalificeret   | Ikke kvalificeret   | Ikke kvalificeret   | Ikke kvalificeret   | Ikke kvalificeret   |                     |
| 2019                | Ikke kvalificeret   | Ikke kvalificeret   | Ikke kvalificeret   | Ikke kvalificeret   | Ikke kvalificeret   | Ikke kvalificeret   | Ikke kvalificeret   | Ikke kvalificeret   |                     |
| 2023                | Ikke kvalificeret   | Ikke kvalificeret   | Ikke kvalificeret   | Ikke kvalificeret   | Ikke kvalificeret   | Ikke kvalificeret   | Ikke kvalificeret   | Ikke kvalificeret   |                     |
| Total               | 0/10                | -                   | -                   | -                   | -                   | -                   | -                   | -                   |                     |

### Europamesterskabet
| År    | Resultat          | K                 | V                 | U*                | T                 | M+                | M-                |
| ----- | ----------------- | ----------------- | ----------------- | ----------------- | ----------------- | ----------------- | ----------------- |
| 1984  | Ikke kvalificeret | Ikke kvalificeret | Ikke kvalificeret | Ikke kvalificeret | Ikke kvalificeret | Ikke kvalificeret | Ikke kvalificeret |
| 1987  | Ikke kvalificeret | Ikke kvalificeret | Ikke kvalificeret | Ikke kvalificeret | Ikke kvalificeret | Ikke kvalificeret | Ikke kvalificeret |
| 1989  | Ikke kvalificeret | Ikke kvalificeret | Ikke kvalificeret | Ikke kvalificeret | Ikke kvalificeret | Ikke kvalificeret | Ikke kvalificeret |
| 1991  | Ikke kvalificeret | Ikke kvalificeret | Ikke kvalificeret | Ikke kvalificeret | Ikke kvalificeret | Ikke kvalificeret | Ikke kvalificeret |
| 1993  | Ikke kvalificeret | Ikke kvalificeret | Ikke kvalificeret | Ikke kvalificeret | Ikke kvalificeret | Ikke kvalificeret | Ikke kvalificeret |
| 1995  | Ikke kvalificeret | Ikke kvalificeret | Ikke kvalificeret | Ikke kvalificeret | Ikke kvalificeret | Ikke kvalificeret | Ikke kvalificeret |
| 1997  | Ikke kvalificeret | Ikke kvalificeret | Ikke kvalificeret | Ikke kvalificeret | Ikke kvalificeret | Ikke kvalificeret | Ikke kvalificeret |
| 2001  | Ikke kvalificeret | Ikke kvalificeret | Ikke kvalificeret | Ikke kvalificeret | Ikke kvalificeret | Ikke kvalificeret | Ikke kvalificeret |
| 2005  | Ikke kvalificeret | Ikke kvalificeret | Ikke kvalificeret | Ikke kvalificeret | Ikke kvalificeret | Ikke kvalificeret | Ikke kvalificeret |
| 2009  | Ikke kvalificeret | Ikke kvalificeret | Ikke kvalificeret | Ikke kvalificeret | Ikke kvalificeret | Ikke kvalificeret | Ikke kvalificeret |
| 2013  | Ikke kvalificeret | Ikke kvalificeret | Ikke kvalificeret | Ikke kvalificeret | Ikke kvalificeret | Ikke kvalificeret | Ikke kvalificeret |
| 2017  | Ikke kvalificeret | Ikke kvalificeret | Ikke kvalificeret | Ikke kvalificeret | Ikke kvalificeret | Ikke kvalificeret | Ikke kvalificeret |
| 2022  | Ikke kvalificeret | Ikke kvalificeret | Ikke kvalificeret | Ikke kvalificeret | Ikke kvalificeret | Ikke kvalificeret | Ikke kvalificeret |
| 2025  | Indledende runde  | 3                 | 1                 | 0                 | 2                 | 3                 | 7                 |
| Total | 1/14              | 3                 | 1                 | 0                 | 2                 | 3                 | 7                 |

## Aktuel trup
Den officielle spillertrup, der repræsenterede landsholdet ved EM i fodbold 2025 i Schweiz.